# Hesperoptenus gaskelli
Hesperoptenus gaskelli là một loài động vật có vú trong họ Dơi muỗi, bộ Dơi. Loài này được Hill mô tả năm 1983.